# James Safety-modellen
De James Safety-modellen vormden een serie bijzondere motorfietsen die van 1909 tot 1911 werden geproduceerd door het Britse merk James en die de basis legden voor het voortbestaan van het bedrijf als motorfietsbouwer tot de sluiting in 1966. 

## Voorgeschiedenis
Rijwielproducent James had van 1902 tot 1904 al met beperkt succes motorfietsen geproduceerd, de modellen A en B in 1902 en de Model T-serie in 1903 en 1904. Door het gebrek aan kennis binnen Groot-Brittannië moest men voor die machines nog gebruikmaken van Belgische inbouwmotoren van Minerva en FN. 

## Safety Model
Misschien was James niet van plan opnieuw motorfietsen te gaan maken, maar in 1908 kreeg men van de uitvinder P.L. Renouf, die vlakbij woonde, het ontwerp voor een zeer bijzondere motorfiets, met enkelzijdige wielophanging en met de tanks voor olie en brandstof voor het balhoofd. De machine baarde veel opzien bij de motortentoonstelling van Londen in 1908, niet alleen vanwege de bijzondere wielophanging, maar ook vanwege de motor, die James zelf had ontwikkeld. Het was een kopklepmotor met een boring/slagverhouding van 86 × 90 mm en een cilinderinhoud van 522,8 cc. Het bijzondere van het ontwerp zat in het frame en de wielophanging. Beide wielen waren eenzijdig opgehangen en het voorwiel kreeg naafbesturing. Beide tanks (olie en benzine), zaten voor het balhoofd. De benzinetank bevatte benzine voor 150 mijl en de olievoorraad reikte 250 mijl ver. De bovenste framebuis liep van het balhoofd rechtstreeks naar de achterste naaf, waardoor het frame zeer laag bleef. Daardoor ontstond de ruimte om tussen balhoofd en achterspatbord een bladveerconstructie te maken waar het zweefzadel op zat. Zo zat de bestuurder ook zonder voor- of achtervering comfortabel. Er waren diverse patenten uitgevoerd: de variabele inlaatklep, de extra naafpolie voor de aandrijfriem met vrijloop, beide naven met het stuursysteem en de kleplichter op de uitlaatklep. Vanwege het ontbreken van pedalen kon de machine niet aangefietst worden en daarom was er een standaard om het achterwiel op te tillen en een hendel op het achterwiel om te starten. Een koppeling voorkwam het afslaan als het wiel weer op de grond stond. De wielen waren uitwisselbaar. Mogelijk was dit de eerste motorfiets met trommelremmen met koperen remvoeringen. De bedieningsmanettes voor de ontsteking en de carburateur zaten op het stuur, wat in die tijd nog niet gebruikelijk was. Dit eerste model had nog twee zeer lange, horizontale treeplanken. De machine kostte in 1909 45 pond. 

## Safety Model 1 en Safety Model 2
In 1910 was de machine gewijzigd en kwamen er twee uitvoeringen. De bladveerconstructie onder het zadel was verdwenen en de verminderde stijfheid van het frame werd opgevangen door een kabel van het balhoofd naar de zadelpen. De olietank zat nog steeds voor het balhoofd, maar de benzinetank zat nu onder het zadel. De treeplanken waren veel korter en stonden onder een hoek van ongeveer 50°. Ook de motor was gewijzigd: door de slag te verlengen tot 96 mm kwam de cilinderinhoud nu op 557,6 cc. Door een variabele poelie op de aandrijfriem kon de overbrengingsverhouding variëren van 1:4 tot 1:6. Het Model 1 kostte slechts 48 pond. Het Safety Model 2 was wat duurder (54 pond) en had naast de vrijlooppoelie op het achterwiel ook een soort conische wrijvingskoppeling van leer op metaal in de achternaaf. Deze kon naar keuze met de hand of de voet bediend worden. In 1911 bleven deze modellen leverbaar, maar ze waren wel duurder: Model 1 kostte 60 pond en Model 2 kostte 63 pond. 